# Li Auto L9

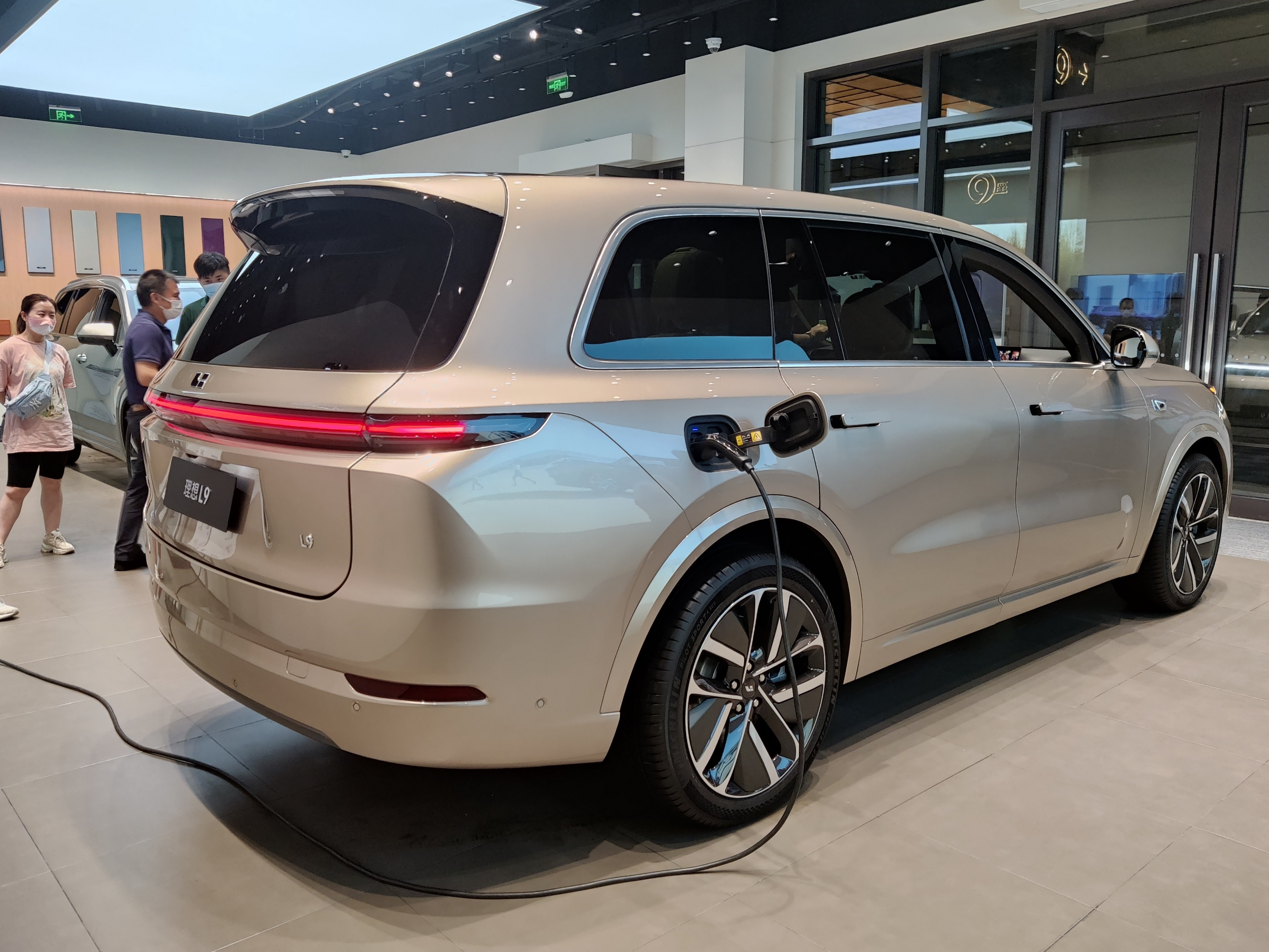
Зарядка автомобиля

Li Auto L9 (кит.: 理想L9) — полноразмерный люксовый кроссовер китайской компании Li Xiang, который был запущен в производство в 2022 году.

## История
Автомобиль Li Auto L9 впервые был представлен в марте 2022 года. Серийно автомобиль выпускается с июня 2022 года. В августе 2022 года первые экземпляры Li Auto L9 поступили в Китай. Конкурентами модели являются Mercedes-Benz GLS и BMW X7. В Россию официально не поставляется, однако на российском рынке планируется замена автомобилей Range Rover. Заказ автомобиля возможен только в онлайн-приложении.

## Технические характеристики
Автомобиль Li Auto L9 оснащён двумя электродвигателями мощностью 174 и 268 л. с., включая четырёхцилиндровый бензиновый двигатель объёмом 1,5 литра с турбонаддувом. Объём бака составляет 65 литров.
Мощность двигателей автомобиля составляет 449 л. с., а крутящий момент — 620 Н·м. Заявленный запас хода по циклу NEDC составляет 1315 км. До 100 км/ч автомобиль разгоняется за 5,3 секунды.
До 80% автомобиль заряжается за 40 минут. Ёмкость аккумулятора составляет 40,6 кВт⋅ч.
В салоне присутствует два экрана с мобильным приложением Android Auto. Под центральной консолью расположен холодильник.